# Tupaia palawanensis
La tupaia di Palawan (Tupaia palawanensis) è una specie di tupaia diffusa sull'omonima isola oltre che su Balabac, entrambe nelle Filippine, dove colonizza le aree ricoperte da foresta pluviale decidua.
Un tempo veniva considerata la sottospecie Tupaia palawanensis moellendorffi, oggi elevata al rango di specie col nome di Tupaia moellendorffi.
In virtù del suo habitat ristretto, la specie è considerata vulnerabile dall'IUCN, ossia potrebbe diventare minacciata qualora i fragili equilibri fra uomo e natura creatisi sull'isola dovessero alterarsi in qualche modo.